# Victor Baumann

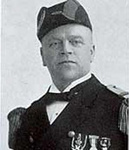
Victor Baumann (1898)

Hans Adolf Victor Baumann (* 28. Dezember 1870 in Christiania; † 3. Februar 1932 in Trondheim) war ein norwegischer Marineoffizier und Polarforscher. Er war Kapitän der Fram und stellvertretender Expeditionsleiter auf der Zweiten Expedition mit der Fram von 1898 bis 1902.

## Leben

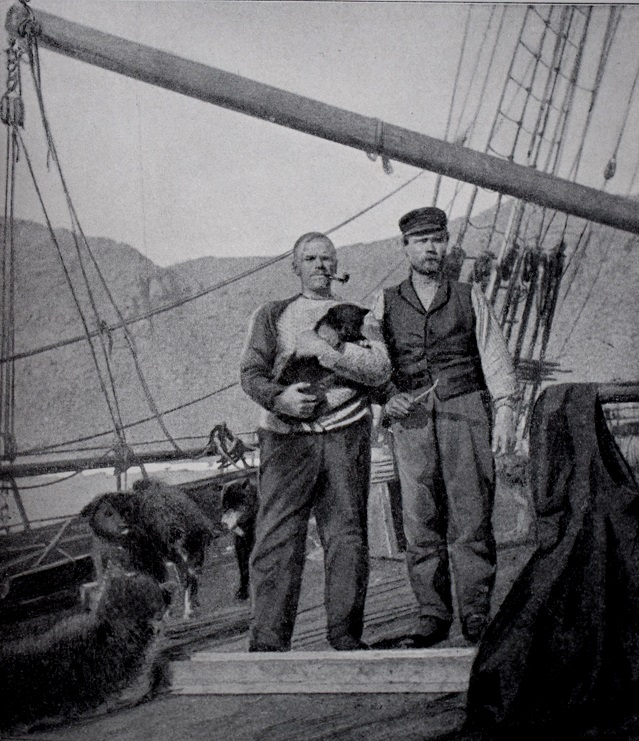
Victor Baumann (links) mit Steuermann Oluf Raanes an Bord der Fram

Victor Baumann wurde 1870 in Christiania, dem heutigen Oslo, als Sohn eines Eisenbahningenieurs geboren. Er wuchs aber auch in Skedsmo und Røros auf. Er wurde Marinekadett und absolvierte die Seekriegsschule in Horten. Von 1895 bis 1897 studierte er Elektrotechnik an der Königlich Preußischen Technischen Hochschule zu Berlin und arbeitete anschließend am kaiserlichen Marineobservatorium in Wilhelmshaven.
Als er sich 1898 als Teilnehmer an der Zweiten Expedition mit der Fram zur Verfügung stellte, war er Oberleutnant (premierløytnant) der Marine. Ziel der Expedition war die Umrundung Grönlands und die Erforschung der noch unbekannten Nordostküste. Dazu sollte die Fram von der Baffin Bay kommend die Nares-Straße zwischen Grönland und Ellesmere Island durchfahren und sich in der Lincolnsee nach Osten wenden. Der Expeditionsleiter Otto Sverdrup ernannte Baumann zum Kapitän des Schiffs und zum stellvertretenden Expeditionsleiter. Er unterstellte ihm sowohl die Crew als auch die Wissenschaftler. Die 1898 im Zielgebiet schwierigen Eisverhältnisse führten dazu, dass Sverdrup seine Pläne ändern musste. Nach einer Überwinterung im Smithsund gab er die Fahrt in Richtung Norden auf und ließ Baumann das Schiff in den Jonessund steuern. Hier überwinterte die Expedition drei Mal. Auf ausgedehnten Schlittenfahrten entdeckten die Männer mehrere große Inseln des heutigen kanadisch-arktischen Archipels, insbesondere Axel Heiberg Island, Ellef Ringnes Island und Amund Ringnes Island. Sie kartierten 150.000 km² bis dahin unbekannten Landes. Baumann besaß die Fähigkeit, mit den extremen Verhältnissen in der Arktis gut zurechtzukommen. Mit seiner nautischen Ausbildung war er für die Expedition von großem Nutzen. Seine Geringschätzung der wissenschaftlichen Arbeit führte aber zu Spannungen mit den Naturforschern, vor allem mit dem Botaniker Herman Georg Simmons.
1904 heiratete Baumann Ragnhild Roll aus Hammerfest. Das Paar hatte mehrere Kinder. 1911 wurde Baumann zum Fregattenkapitän (kommandørkaptein) befördert. Schon 1908 hatte er sich bei der Marine beurlauben lassen, um als Schiffsinspektor für die Reederei Det Nordenfjeldske Dampskibsselskab in Trondheim zu arbeiten, zu deren stellvertretendem Direktor er 1922 aufstieg. Er starb 1932 in Trondheim und wurde in Haslum bestattet.

## Ehrungen
Baumann wurde am 23. April 1903 das Ritterkreuz des Sankt-Olav-Ordens für seine „wissenschaftlichen Verdienste“ während der Zweiten Fram-Expedition verliehen.
Otto Sverdrup benannte den Baumann Fiord von Ellesmere Island nach ihm. In Trondheim erinnert eine Straße an Victor Baumann.